# Cayetano Mensa
Cayetano Mensa Grau (Manresa, c. 1765 - Manresa, 1845) fue un compositor y maestro de capilla español.

## Vida
Cayetano Mensa Grau nació probablemente en Manresa, en la provincia de Barcelona, hacia 1765, hijo de Josep Mensa Soler, tendero de telas en Manresa, y Josepa Grau, originaria de Solsona. Sus padres se habían casado en 1748 en Manresa y en 1751 abrían su tienda de telas en la ciudad. Cayetano tuvo por lo menos un hermano, Simón. Su formación musical fue en la Colegiata de Manresa, donde estudió como infante del coro entre el 8 de septiembre de 1775 y el 3 de agosto de 1777 bajo la batuta de Joan Patzí. Es posible que estudiase con Joan Patzí incluso antes en preparación y paralelamente con Raimon Patzí, organista en el mismo templo, con el que aprendería órgano.
Cayetano Mensa dejó la capilla de Manresa para ir a estudiar gramática, según dicen las fuentes, pero no está documentado a dónde fue. La siguiente noticia que se tiene de él corresponde al año 1783 cuando ya era organista de la Catedral de Solsona. Posiblemente accedió a este cargo por la muerte ese mismo año de Joan Bellús, que había estado ejerciendo este cargo y el de maestro de capilla. De todas formas, la primera composición datada que se conserva de él es del año anterior, un responsorio de Navidad a seis voces.
Paralelamente siguió la carrera eclesiástica: en 1786 aparece como diácono y en 1788 como presbítero. En 1791 renuncia al beneficio que tenía en la iglesia de San Miguel Arcángel, de Barcelona, que había obtenido al morir el anterior beneficiado, Ramon (o Raimon) Milá. El 18 de julio de 1798 aparece de nuevo como beneficiado de la iglesia parroquial de San Miguel y participa como examinador en las oposiciones a organista de aquel templo. El Barón de Maldá da frecuentes noticias de la presencia de Mensa en Barcelona entre 1798 y 1805, años en los que todavía ejercía de chantre en San Miguel. No parece haber dejado el cargo de Solsona, por lo que hace falta nueva documentación para establecer con exactitud dónde y cómo transcurren estos años en la vida de Mensa.
En 1792 aparece documentado como maestro de capilla de la Catedral de Solsona, poco después del fallecimiento de Joan Ballús, por lo que desde 1792 a 1795 hizo ambas funciones de organista y maestro, algo poco habitual en las catedrales españolas. La diócesis de Solsona era un obispado modesto, sin grandes posibilidades económicas, por lo que el cargo de maestro de capilla a menudo iba unido al de organista. En 1795 renunció al cargo de organista, quedándose solo con el de maestro. Permanecería en el magisterio de Solsona hasta principios de 1809.
A partir de febrero de 1809 ocupó el cargo de maestro de capilla de la Colegiata de Manresa, hasta el año de su muerte, en 1845. A partir de 1819 en que obtuvo un beneficio. En 1833 ya manifestó su voluntad de abandonar al menos una parte de sus obligaciones dada «la fatiga del maestro de los muchachos del coro», pero lo cierto es que continuó en el cargo otros doce años más. En este período fueron muchos los infantes que pasaron por la capilla de música que él dirigía y que le tuvieron como principal y/o primer maestro de canto y solfeo. El más destacado de entre ellos fue Magí Pontí.
A su muerte dejó parte de sus bienes al Hospital de la ciudad, por lo que su retrato fue colocado en la sala de «protectores». Hoy, este cuadro se encuentra en el Museo Comarcal de Manresa.

## Obra
Se conservan unas 70 obras de Cayetano Mensa, algunas de las cuales —unas 15— están incompletas. Parte de estas obras se conservan en los cuadernillos de composición que Mensa utilizaba en su proceso creativo. En estos cuadernos aparecen otras obras que no están firmadas pero que, dado que figuran en estos cuadernillos autógrafos, pueden atribuírsele, de forma provisional, y a la espera de un trabajo más profundizado sobre este repertorio. En la Catedral de Solsona se conservan nueve composiciones del maestro Mensa, entre ellas un responsorio de Navidad y unos gozos a Nuestra Señora del Claustro.
Trabajó una gran variedad de géneros de la música religiosa: responsorios, motetes, misas y un réquiem, pasiones, coplas, gozos, Salves, Te Deums, rosarios, trissagios, Stabat Mater, etc. Cerca de 80 de estas obras, correspondientes al repertorio litúrgico, son con texto en latín; el resto son mayoritariamente en castellano —como se estilaba en la época— mientras que el catalán se reserva para los gozos y poco más.
Un porcentaje importante de estas obras son para las cuatro voces habituales: soprano, contrato, tenor y bajo. Los acompañamientos más habituales son para un grupo formado por oboes, trompas, violines y bajo; a veces también con fagotes. A medida que fue avanzando el tiempo tendió a incorporar las flautas y los clarinetes en sustitución de los oboes. Las tonalidades que emplea se limitan a las que tienen un máximo de 3 alteraciones en la armadura. Algunas de las misas son cíclicas, es decir, utilizan el mismo material melódico o similar para dos o más partes de la misa.
En el caso de algunas obras, es interesante la comparación de la versión que aparece en los cuadernos de composición y la que aparece en las particelas empleadas para la interpretación, en tanto que a veces hay cambios. También son relevantes los cambios que —especialmente en los villancicos— vienen dados por el hecho de que una determinada pieza había sido creada para Solsona y después fue reutilizada en Manresa, por lo que se cambió el texto en función de la festividad o advocación a celebrar.
Desde todos los puntos de vista, su obra se incluye dentro de los cánones del Clasicismo.
Su música siguió interpretándose después de su muerte. Así lo atestiguan algún manuscrito fechado de 1866, cuando ya era maestro de capilla de la Colegiata de Manresa Francesc Escorcell, y el mismo Joaquim Sarret y Arbós que, en 1919, escribía que algunas de sus obras seguían cantando en aquel templo.